# Паце (Підляське воєводство)
Паце (пол. Pace) — село в Польщі, у гміні Бранськ Більського повіту Підляського воєводства.
Населення — 50 осіб (2011).
У 1975-1998 роках село належало до Білостоцького воєводства.

## Демографія
Демографічна структура станом на 31 березня 2011 року:
|          | Загалом | Допрацездатний вік | Працездатний вік | Постпрацездатний вік |
| -------- | ------- | ------------------ | ---------------- | -------------------- |
| Чоловіки | 24      | 6                  | 9                | 9                    |
| Жінки    | 26      | 4                  | 9                | 13                   |
| Разом    | 50      | 10                 | 18               | 22                   |